# Janet Pinela
Janet Pinela es una actriz, directora de teatro, dramaturga y productora teatral mexicana nacida en la ciudad de Durango y radicada en Colima, donde dirige la compañía Cuatro Milpas Teatro. 

## Biografía
Janet Pinela nació en la Ciudad de Durango, Dgo. Formada en la Escuela de Arte Teatral del Instituto Nacional de Bellas Artes, Janet Pinela se incorporó en 1991 a la Compañía Nacional de Teatro de Yugoslavia, donde permaneció año y medio. Posteriormente trabajó en el Centro Experimental de Teatro de Cambridge, Inglaterra hasta 1994, fecha en que regresó a México. Fue invitada a dirigir la obra Yerma en Colima, ciudad donde se quedó a vivir y donde fundó el Taller de Formación Teatral de la Secretaría de Cultura, y posteriormente la compañía Cuatro Milpas Teatro.
En 2004, Janet Pinela fue invitada a impartir un curso de formación teatral en la Escuela Nacional de Teatro de Montreal, Canadá. En 2005 produjo Cuerpos Extraños/Corps Étrangers, bajo la dirección de Éric Jean, que constituyó la primera coproducción Colima-Québec, y en la que participaron actores colimenses y creadores quebequenses. Esta obra ha sido presentada en Colima, en la Ciudad de México y en Montreal, Canadá. Janet Pinela participó en 2006 en la Muestra Nacional de Teatro, Realizada en Pachuca, con la obra Cicatrices, que dirigió.
En 2007 dirigió Opción Múltiple, de Luis Mario Moncada, y en 2008 produjo Mariana Olas, de Pascal Brullemans, una segunda coproducción Colima-Québec, que fue dirigida por Arianna Bardesono y Éric Jean.
En 2012, Janet Pinela fue invitada a participar en el festival de teatro Méli'môme, que se realiza anualmente en Reims, Francia, con la obra para niños Hola ola.
Janet Pinela, como directora de la compañía Cuatro Milpas Teatro, ha obtenido el fondo México en Escena, del Fondo Nacional para la Cultura y las Artes en dos ocasiones, y ha sido becaria del Fondo Estatal para la Cultura y las Artes.

## Como directora
Janet Pinela ha dirigido las siguientes obras de teatro. A partir de 2001, todas las obras fueron montadas con la compañía Cuatro Milpas Teatro:
- La danza que sueña la tortuga (1998)
- Clotilde en su casa (1999)
- Mañanas de abril y mayo (2001)
- El imán de las horas (2001)
- La fiera domada (2002)
- En el mar hay una torre (2002)
- Cicatrices, ofrenda para un pueblo que amanece (2003)
- Sin pies ni cabeza (2004, Programa de Teatro Escolar del INBA)
- Cicatrices, la nueva ofrenda (2006, Coproducción IBA-Muestra Nacional de Teatro)
- Opción Múltiple (2007)[10]
- Cuando digo mar (2009)
- Lo negro de lo blanco (2010)
- Las citas de mi general (2010)[11]
- Hola ola (2012, presentada en el Festival Méli'môme, en Reims, Francia)[12][13]

## Publicaciones
En 2010 publicó el libro Cuatro Milpas Teatro, 10 años con ensayos y fotografía sobre la primera década de trabajo de la compañía teatral que dirige. El libro, coeditado con el Consejo Nacional para la Cultura y las Artes incluye ensayos de los directores Luis de Tavira y Jaime Chabaud, la actriz Luisa Huertas y el poeta Víctor Manuel Cárdenas.